# Saint-Céneré
Saint-Céneré és un municipi francès situat al departament de Mayenne i a la regió de País del Loira. L'any 2007 tenia 439 habitants.
L'1 de gener de 2019 va passar a ser una comuna delegada de la comuna nova de Montsûrs a fusionar-se amb las comunas de Deux-Évailles, de Montourtier, de Montsûrs, i de Saint-Ouën-des-Vallons.

## Demografia

### Població
El 2007 la població de fet de Saint-Céneré era de 439 persones. Hi havia 160 famílies de les quals 36 eren unipersonals (16 homes vivint sols i 20 dones vivint soles), 48 parelles sense fills, 68 parelles amb fills i 8 famílies monoparentals amb fills.
La població ha evolucionat segons el següent gràfic:
Habitants censats

### Habitatges
El 2007 hi havia 193 habitatges, 165 eren l'habitatge principal de la família, 21 eren segones residències i 7 estaven desocupats. 190 eren cases i 3 eren apartaments. Dels 165 habitatges principals, 132 estaven ocupats pels seus propietaris, 32 estaven llogats i ocupats pels llogaters i 1 estava cedit a títol gratuït; 6 tenien dues cambres, 26 en tenien tres, 40 en tenien quatre i 93 en tenien cinc o més. 120 habitatges disposaven pel capbaix d'una plaça de pàrquing. A 66 habitatges hi havia un automòbil i a 92 n'hi havia dos o més.

### Piràmide de població
La piràmide de població per edats i sexe el 2009 era:
| Homes | Edats   | Dones |
| ----- | ------- | ----- |
| 0     | 95 o +  | 0     |
| 0     | 90 a 94 | 0     |
| 0     | 85 a 89 | 0     |
| 0     | 80 a 84 | 4     |
| 4     | 75 a 79 | 0     |
| 4     | 70 a 74 | 4     |
| 8     | 65 a 69 | 4     |
| 28    | 60 a 64 | 28    |
| 8     | 55 a 59 | 8     |
| 16    | 50 a 54 | 12    |
| 8     | 45 a 49 | 16    |
| 8     | 40 a 44 | 4     |
| 16    | 35 a 39 | 8     |
| 24    | 30 a 34 | 28    |
| 24    | 25 a 29 | 20    |
| 12    | 20 a 24 | 12    |
| 12    | 15 a 19 | 12    |
| 8     | 10 a 14 | 8     |
| 28    | 5 a 9   | 28    |
| 8     | 0 a 4   | 28    |

## Economia
El 2007 la població en edat de treballar era de 299 persones, 236 eren actives i 63 eren inactives. De les 236 persones actives 232 estaven ocupades (125 homes i 107 dones) i 4 estaven aturades (1 home i 3 dones). De les 63 persones inactives 20 estaven jubilades, 26 estaven estudiant i 17 estaven classificades com a «altres inactius».

### Ingressos
El 2009 a Saint-Céneré hi havia 174 unitats fiscals que integraven 476 persones, la mediana anual d'ingressos fiscals per persona era de 16.331,5 €.

### Activitats econòmiques
Dels 11 establiments que hi havia el 2007, 1 era d'una empresa de fabricació d'altres productes industrials, 5 d'empreses de construcció, 2 d'empreses d'informació i comunicació, 2 d'empreses de serveis i 1 d'una empresa classificada com a «altres activitats de serveis».
Dels 4 establiments de servei als particulars que hi havia el 2009, 1 era un paleta, 1 fusteria i 2 lampisteries.
L'any 2000 a Saint-Céneré hi havia 31 explotacions agrícoles que ocupaven un total de 1.560 hectàrees.

## Equipaments sanitaris i escolars
El 2009 hi havia una escola elemental.

## Poblacions més properes
El següent diagrama mostra les poblacions més properes.